# گریندلو
گریندلو (به انگلیسی: Grindlow) یک روستا و محله مدنی در بریتانیا است که در Derbyshire Dales واقع شده‌است.